# ATEX-direktiven
ATEX-direktiven är två olika EU-direktiv som behandlar utrustningar och arbetsmiljö i områden där det finns risk för explosiv atmosfär.
Direktiven är 2014/34/EU angående utrustningar för explosiv atmosfär och 1999/92/EG angående arbetssäkerhet i sådan miljö. (Direktiv 2014/34/EU ersatte 20 april 2016 det tidigare "ATEX-direktivet" 94/9/EG.) Till båda direktiven finns handböcker (guidelines), vilka liksom direktiven är fritt nerladdningsbara från EU:s hemsida för ATEX. Där finner man bland annat också uppgifter om hur direktiven är rättsligt införda i de olika ländernas lagsystem samt om med utrustningsdirektivet harmoniserade standarder.
ATEX är en förkortning av det franska uttrycket ATmosphères EXplosibles vilket på svenska betyder explosiv atmosfär och används om EU/EFTA/Schweiz regelverk för explosiv miljö med gas- och/eller dammatmosfär.
ATEX omfattar ett brett område. Det kan gälla energibolag med fastbränsle, oljebränsle och/eller naturgas, snickerier, jordbruk, lackeringsföretag, pulver- och kemihantering i olika former, bensinstationer, kvarnar, skolor (kemisalar), restauranger som hanterar gasol eller annan brandfarlig gas/vätska, petrokemisk industri och andra känsliga miljöer.
Regelverket gäller för alla anläggningar och arbetsplatser, såväl nya som gamla. Däremot gäller utrustningsreglerna inte för utrustning som var satt på marknaden innan regelverket blev tvingande 1 juli 2003. Befintlig säker materiel behöver alltså inte bytas ut, däremot måste den enligt arbetssäkerhetsreglerna hållas i säkert skick. (Utrustningsreglerna är inte retroaktiva, däremot är arbetssäkerhetsreglerna retroaktiva och tillåter inte att utrustning blir farlig t.ex. genom åldring, förslitning och otillräcklig kontroll och underhåll.)

## Tillämpning i Sverige
I Sverige är reglerna för utrustning i laga kraft genom   
- Elsäkerhetsverkets föreskrifter ELSÄK-FS 2016:2 (för elektrisk utrustning) och
- Arbetsmiljöverkets föreskrifter AFS 2016:4 (för icke elektrisk utrustning/mek.).

All utrustning med "inneboende tändkälla" och avsedd för explosiv atmosfär som sätts på EU-marknaden (tillverkas eller importeras) måste uppfylla direktivet. (Detta gäller även om den inte säljs utan tillverkas och tas i drift av användaren.)
I Sverige är reglerna om arbetssäkerhet i laga kraft
- för explosiv atmosfär från brandfarlig vara genom Myndigheten för Samhällsskydd och Beredskap*[a], MSB, föreskrifter SRVFS 2004:7.

och
- för explosiv atmosfär från icke brandfarlig vara, främst damm, genom Arbetsmiljöverkets föreskrifter AFS 2003:3.

Alla arbetsgivare med arbetsplatser där arbetstagare kan utsättas för fara från explosiv atmosfär måste enligt de tvingande föreskrifterna ha upprättat ett så kallat explosionsskyddsdokument. Det ska innehålla riskanalyser, klassningsplan, förteckning över brandfarliga vätskor, gaser och damm samt rutiner för hur säker hantering vid explosiv atmosfär sker.

## Utrustningskategori och skyddsnivå, EPL (Equipment Protection Level)
Genom ATEX-direktiv 94/9/EG infördes 1994 inom EES (dvs inom EU, EFTA och Schweiz) begreppet utrustningskategori med märkning 1, 2 eller 3 för säkerhetsnivå följt av G och/eller D för gas- och/eller dammatmosfär.  I internationell standard infördes genom SS-EN 60079-0:2009 (IEC 60079-0:2007) begreppet Equipment Protection Level, EPL, med samma betydelse, men med märkning G eller D för gas- eller dammatmosfär följt av bokstaven a, b eller c. För utrustning avsedd för både gas- och dammatmosfär görs märkningen enligt standard för gas- respektive dammatmosfär på skilda rader. En komplett märkning inom EES omfattar både märkning enligt ATEX-direktivet och enligt eventuellt använd Ex-standard.
Utrustning av kategori 3 (EPL _c) ska ge säkerhet mot explosion i normal drift, kategori 2 (EPL _b) ska ge säkerhet i normal drift och vid ett fel (inklusive alla därav följande följdfel), kategori 1 (EPL _a) ska ge säkerhet i normal drift och vid två av varandra oberoende fel (inklusive alla därav följande följdfel).
De tre skyddsnivåerna är anpassade för de tre risknivåer som områden, där explosiv atmosfär förväntas kunna förekomma, indelas i zon efter.
| Indelning av riskområden med Ex-atmosfär | Indelning av riskområden med Ex-atmosfär | Indelning av riskområden med Ex-atmosfär | Indelning av utrustning för Ex-atmosfär          | Indelning av utrustning för Ex-atmosfär          | Indelning av utrustning för Ex-atmosfär | Indelning av utrustning för Ex-atmosfär | Indelning av utrustning för Ex-atmosfär |
| Explosiv atmosfär väntas förekomma       | Riskområde zon                           | Riskområde zon                           | Utrustningskategori (enligt direktiv 2014/34/EU) | Utrustningskategori (enligt direktiv 2014/34/EU) | EPL (enligt standard)                   | EPL (enligt standard)                   | Orsakar inte explosion vid              |
| ---------------------------------------- | ---------------------------------------- | ---------------------------------------- | ------------------------------------------------ | ------------------------------------------------ | --------------------------------------- | --------------------------------------- | --------------------------------------- |
| Explosiv atmosfär väntas förekomma       | Gasatm.                                  | Dammatm.                                 | Gasatm.                                          | Dammatm.                                         | Gasatm.                                 | Dammatm.                                | Orsakar inte explosion vid              |
| Ständigt, ofta eller länge               | Zon 0                                    | Zon 20                                   | 1G                                               | 1D                                               | Ga                                      | Da                                      | Två oberoende fel                       |
| Tillfälligt i normal drift               | Zon 1                                    | Zon 21                                   | 2G                                               | 2D                                               | Gb                                      | Db                                      | Ett fel                                 |
| Sällan och kortvarigt                    | Zon 2                                    | Zon 22                                   | 3G                                               | 3D                                               | Gc                                      | Dc                                      | Normal drift                            |